# Sangiovanni (cognome)
Sangiovanni è un cognome di lingua italiana.

## Varianti
Il cognome non presenta varianti.

## Origine e diffusione
Il cognome è presente in tutta Italia, prevalentemente a Cremona, Terni, Roma, Caserta, Napoli, Salerno, Potenza e Cosenza.
Potrebbe derivare da un toponimo.
In Italia conta circa 1299 presenze.

## Persone
- Antonio Sangiovanni – agronomo e matematico italiano
- Giosuè Sangiovanni – zoologo italiano